# NGC 7672
NGC 7672 este o galaxie seyfert de tip 2⁠(d) situată în constelația Pegas. A fost descoperită în 23 octombrie 1857 de către William Parsons, 3rd Earl of Rosse⁠(d). Se află la o distanță de 47,42 de megaparseci de Pământ.